# Walter Van Gerven
Walter Maurice Marie Louis baron Van Gerven (Sint-Niklaas, 11 mei 1935 – Leuven, 8 juli 2015) was een Belgisch advocaat, rechtsgeleerde, hoogleraar en advocaat-generaal bij het Europees Hof van Justitie.

## Biografie

### Familie en studies
Walter Van Gerven was de zoon van advocaat en senator Willy Van Gerven en Germania Van Bel. Hij trouwde in 1959 met Godefrieda (Frieda) Sintobin (1934-2018), doctor in de rechten. Ze kregen vier zoons, onder wie advocaat Dirk Van Gerven.
Na de humaniora te hebben doorlopen aan het Sint-Jozefscollege in Sint-Niklaas studeerde Van Gerven aan de Katholieke Universiteit Leuven en promoveerde er tot doctor in de rechten, licentiaat in het notariaat en baccalaureus in de thomistische wijsbegeerte. Hij studeerde verder aan de Universiteit van Chicago in de Verenigde Staten, waar hij werkte met de prominente Amerikaanse rechtsgeleerde Max Rheinstein. 
Van Gerven begon aan een loopbaan als advocaat, eerst als advocaat-stagiair bij Maurice Orban in Dendermonde, vervolgens in Leuven en ten slotte in Brussel, waar hij samen met Jean-Pierre De Bandt het kantoor De Bandt - Van Gerven oprichtte dat zou uitgroeien tot De Bandt, Van Hecke, Lagae & Loesch en uiteindelijk zou opgaan in Linklaters.

### Universitaire loopbaan
Na enkele jaren als assistent van Georges van Hecke en docent aan de KU Leuven te hebben gewerkt verliet Van Gerven in 1967 de balie om gewoon hoogleraar te worden aan zijn alma mater. Hij doceerde privaatrecht, handelsrecht, familierecht, Europees recht. 
Hij werd ook hoogleraar aan de Universiteit Maastricht. Verder was hij gasthoogleraar, onder meer aan Universiteit van Chicago (1968-69), de Universiteit van Amsterdam (1981-86), de Université Paris II, het King's College London, de Stanford-universiteit, de Universiteit van Michigan en de Universiteit Gent. In 2003 was hij Arthur and Frank Payne Distinguished Lecturer aan het Institute for International Studies van de Stanford-universiteit. 
Van 1970 tot 1976 was Van Gerven vicerector van zijn universiteit. Hij was tevens groepsvoorzitter Humane Wetenschappen en lid van de raad van bestuur (de inrichtende macht). In 2001 werd hij medeoprichter en voorzitter van het directieteam van het Leuven Centre for a Common Law of Europe. 
Het Centre for Common Law richtte in 2002 de Walter van Gerven Lectures op. Elk jaar wordt een vooraanstaand wetenschapper uitgenodigd om zijn visie over de evolutie naar een 'common law' uiteen te zetten. De tekst van de 'lecture' wordt achteraf gepubliceerd.

### Overige activiteiten
In 1982 werd Van Gerven buitengewoon hoogleraar en begon met andere activiteiten. Eerst was hij voorzitter van de Bankcommissie (1982-1988). Hij leidde deze overheidsinstelling in de periode toen overnamen (onder meer het bod van Carlo de Benedetti op de Generale Maatschappij) voor heel wat deining zorgden. Jean-Louis Duplat volgde hem op.
Hij werd vervolgens advocaat-generaal bij het Hof van Justitie van de Europese Gemeenschappen in Luxemburg (1988-1994). Hij had hierbij in circa 180 zaken een advies te verstrekken. Het ging om meestal vrij complexe zaken, van belang voor de verdere evolutie van het Europees recht. Bij de toekenning van een eredoctoraat van de Universiteit Leiden in 2012 verklaarde Rick Lawson, decaan van de Leidse rechtenfaculteit: "Als advocaat-generaal bij het Hof van Justitie van de EU heeft hij talloze spraakmakende conclusies geschreven, die van enorm belang zijn geweest voor de ontwikkeling van het Europese recht".
In 1999 was Van Gerven lid van de commissie die zich boog over onregelmatigheden in de diensten van de Europese Commissie, hetgeen leidde tot het ontslag van de Commissie-Santer.
Hij was tevens promotor of redactielid van verschillende wetenschappelijke tijdschriften, waaronder Bank- en Financiewezen, het Tijdschrift voor Europees en economisch recht en het Tijdschrift voor Privaatrecht.

## Eerbetoon
- Eerste laureaat van de Prijs Fernand Collin voor Recht (1962).
- Laureaat van de Prijs Emile van Dievoet.
- Lid van de Koninklijke Vlaamse Academie van België voor Wetenschappen en Kunsten (1977, voorzitter in 1991).
- Buitenlands lid van de Nederlandse Academie voor Wetenschappen (1985).
- Lid van de Europese Academie voor Wetenschappen (1989).
- Vicepresident van de bestuursraad van de European Law Academy in Trier.
- In 1993 werd hij in de erfelijke adelstand opgenomen, met de persoonlijke titel van baron. Hij nam als wapenspreuk Met recht en rede.
- In 2012 werd hij geridderd tot Grootofficier in de Leopoldsorde met ranginneming op 8 april 2003.[1]
- In 2012 werd hij eredoctor aan de Universiteit van Leiden.
- Hij was ook eredoctor van de Universiteit Gent.
- Hij was Honorary Bencher of Gray's Inn, Londen.

## Publicaties

### Boeken
- Verkoop met premie, in: Algemene Praktische Rechtsverzameling, Brussel, Larcier, 1958, 92 p. (eerste laureaatsprijs Universitaire Wedstrijd).
- De investment trust in Belgë en Nederland, Leuven, 1959, 300 p. (laureaatsprijs Nationaal Comité Beleggingen in effecten).
- Het toegeven van premies in het klein-Europees handelsverkeer, Brussel, Bruylant, 1960, 280 p. (bekroond met de Fernand Collinprijs).
- Bewindsbevoegdheid. Rechtsvergelijkende bijdrage tot een algemene theorie van bewind over andermans vermogen, Brussel, Bruylant, 1962, 434 p. (bekroond met de Emiel van Dievoet Prijs).
- Principes du droit des ententes de la CEE, Brussel, Bruylant, 1966, 370 p.
- Les accords entre entreprises dans le droit des ententes de la CEE, Heule, Ed. U.G.A., 1966, 75 p.
- (ed., met R. Dillemans) Beginselen van Belgisch Privaatrecht, Algemeen deel, Antwerpen, Standaard Wetenschappelijke Uitgeverij, 1969, 519 p., heruitgave 2010.
- Het beleid van de rechter, Standaard Wetenschappelijke Uitgeverij  & W.E.J. Tjeenk Willink, Antwerpen/Zwolle, 1973, 166 p.
- (ed., met R. Dillemans) Handels- en Economisch Recht, deel 1: Ondernemingsrecht, in: Beginselen van Belgisch Privaatrecht, Antwerpen/Amsterdam, S.W.U., 1975, 584 p.
- De taak van de rechter in een West-Europese democratie, Antwerpen/Deventer, Kluwer, 1977,26 p.
- Leerboek Handels- en Economisch Recht, deel I, S.W.U., Antwerpen/Amsterdam, 1978, 259 p.
- Leerboek Handels- en Economisch Recht, deel II, S.W.U., Antwerpen/Amsterdam, 1978, 248 p.
- Leerboek Handels- en Economisch Recht, deel III, S.W.U., Antwerpen/Amsterdam, 1979, 250 p.
- Beginselen van behoorlijk handelen, Story-Scientia/Tjeenk Willink, Gent/Deventer, Story Recht, 1983, 21 p.
- Verbintenissenrecht, Leidraad bij de colleges, 2 delen, Leuven, Acco, 1983 (1ste uitgave), 360 p., (m.m.v. W. Wilms) en 1984 (2de uitgave), 360 p. (m.m.v. W. Wilms).
- Hoe blauw is het bloed van de Prins? De overheid in het verbintenissenrecht, Antwerpen, Kluwer rechtswetenschappen, 1984, 89 p.
- Handels- en Economisch Recht, deel 2A, Mededingingsrecht: Handelspraktijken, in: Beginselen van Belgisch Privaatrecht, XIII, Gent, Story, 1985, 281 p., (i.s.m. J. Stuyck).
- Handels- en Economisch Recht, dee! 2B, Mededingingsrecht: Kartelrecht, in: Beginselen van Belgisch Privaatrecht, Gent, Story, 1985, 518 p., (i.s.m. M. Maresceau en J. Stuyck).
- Verbintenissenrecht, Leidraad bij de werkcolleges, Documentatie (2 delen), Leuven, Acco, 1986, 196 p., (m.m.v. S. Stijns).
- Met recht en rede, Lannoo, Tielt, 1987, 240 p. (bekroond met De Standaardprijs).
- Verbintenissenrecht, Leidraad bij de colleges, Leuven, Acco, deel 2, 3de herziene uitgave, 1988, 274 p., (m.m.v. S. Stijns en G. t'Jonck).
- Handels- en Economisch recht, dl. I, Ondernemingsrecht, in: Beginselen van Belgisch Privaatrecht, 3de herz. uitgave, 1989 (m.m.v. H. Cousy en J. Stuyck).
- (met M. Eyskens en R. Dillemans) Wegwijs Geld, Leuven, Davidsfonds, 1990, 669 p.
- Verbintenissenrecht, Leidraad bij de colleges, boekdeel 1: verbintenissen uit overeenkomsten, eenzijdige rechtshandelingen en quasi-contracten, volledig vernieuwde uitgave, Acco, 1991, 205 p.
- Verbintenissenrecht, leidraad bij de colleges, boekdeel 1: Verbintenissen uit meerzijdige en eenzijdige rechtshandelingen; boekdeel 2: Verbintenissen uit de wet; boekdeel 3 (met E. Dirix): De Verbintenis in het algemeen, Leuven, Acco, herz. uitgave 1992-93.
- Verbintenissenrecht, verzameling rechtspraak, 3 dln., Leuven, Acco, volledig herziene uitgave 1993.
- Verbintenissenrecht, leidraad bij de colleges, boekdeel 1 en boekdeel 3 (m.m.v. E. Dirix), 1995-96, p. 1-192 en 343-491.
- Kartelrecht, in: Beginselen van Belgisch Privaatrecht, deel XIII, 2B, StoryScientia, 1996, 1089 p., (m.m.v. L. Gyselen, M. Maresceau, J. Steenbergen, J. Stuyck).
- Verbintenissenrecht, leidraad bij de colleges, delen 1 en 2, vijfde herziene uitgave, deel 3 (m.m.v. E. Dirix), zesde herziene uitgave, Leuven, Acco, 1997-98, 498 p.
- Verbintenissenrecht, leidraad bij de colleges, deel 1, Acco 1998-1999, 209 p.; Deel 2, Acco, 1999,2000, 195 p.
- Cases, materials and text on national, supranational and international tort law. Scope of Protection, in: Ius Commune Casebooks for the Common Law of Europe, Oxford, Hart Publishing, 1998, 494 p. (i.s.m. J. Lever, P. Larouche, C. von Bar en G. Viney).
- Cases, materials and text on national, supranational and international tort law, in: Ius Commune Casebooks for the Common Law of Europe, Oxford, Hart Publishing, 2001, 1020 p. (i.s.m. J. Lever, P. Larouche).
- Verbintenissenrecht, leidraad bij de colleges, Leuven, Acco, deel 1, 1998-99, 209 p. deel 2, 1999-2000, 195 p.
- Cases, materials and text on national, supranational and international tort law, in: Ius Commune Casebooks for the Common Law of Europe, Hart Publishing, Oxford, 2001, 1020 p. (i.s.m. J. Lever en P. Larouche).
- Of Rights, Remedies and Procedures, in: C.M.L.R. 37, 2000, 501-536.
- A Common Law for Europe: the Future meeting the Past?, in: European Review for Private Law, 2001, 485-503.
- The European Union. A Polity of States and Peoples, Hart Publishing, Oxford, 2005, 397 p.
- Verbintenissenrecht, Acco, Leuven, 2001, 459 p. (i.s.m. S. Covemaeker), herwerkt in 2006, 728 p., en in 2010.
- The European Union: a policy of states and peoples, 2005.
- Verbintenissenrecht, Acco, Leuven, 2006, 728 p. (m.m.v. S. Covemaeker).
- Algemeen Deel. Veertig jaar later. Privaat- en publiekrecht in een meergelaagd kader van regelgeving, rechtsvorming en regeltoepassing, Reeks 'Beginselen van Belgisch Privaatrecht', nr. 1., Kluwer, Mechelen, 2010, 603 p. (i.s.m. S. Lierman).
- Verbintenissenrecht (met A. Van Oevelen), Acco, Leuven, 2015.

### Artikels
Van Gerven schreef meer dan 300 artikels in wetenschappelijke tijdschriften.
- From Communitarisation of National Tort Rules to Europeanisation of Community Tort Law: The Invader Invaded in: Auslegung europ.
- The invader invaded or the need to uncover general principles common to the laws of the Member States in: M.
- Comparative Law in a texture of Communitarization of national law and Europeanization of Community law, in: D. O.
- Constitutional conditions for a Public Prosecutor.
- Enforcing Community Rights in national courts: the remedies of Compensation, Interim relief and Restitution, in: Internationales Privatrecht im Binnenmarkt: Europ.
- Comparative Law in a European regionally integrated context, in: A. Harding and E.
- The ECJ's case law as a means of unification of Private Law, in: Fordham International Law Journal, 1997, 680-698 (also published in: European Review of Private Law, 1998, 293-307 and in: A. Hartkamp e.a. (eds.) Towards a European Civil Code, 2nd. ed., 1998, p. 91-104).
- Coherence of Community and national laws. Is there a legal basis for a European Civil Code?, in: European Review of Private Law, 1997, vol. 5, 465-469.
- Community and National Legislators, Regulators, Judges, Academics and Practitioners: Living together apart?, in: B.S. Markesinis (ed.), Law Making, Law Shaping, Law Funding, Clifford Chance Lectures, Vol. II, Oxford, 1997, 13-35.
- The ECJ's Recent case-law in the field of Tort Liability. Towards a European Ius Commune? in: Jansen, Koster en Van Zutphen (eds.), European Ambitions of the National Judiciary, 1997, 91-110 (also published in: N. Reich, R. Heinz-Marnik (eds.), Umweltverfassung und nachhaltige Entwicklung in der Europ.
- Mutual Permeation of Public and Private Law at the National and Supranational Level, in: Maastricht Journal of European and Comparative Law, 1998, vol. 5, 7-24.
- The Effect of Proportionality on the Actions of Member States of the European Community: National Viewpoints from Continental Europe, in: The Principle of Proportionality in the Laws of Europe, 1999, Hart Publishing, Oxford, p. 37-63.
- Ethical and political responsibility of EU Commissioners, in: C.M.L.R. 37, 2000, 1-6.
- Managing the European Union: for better or for worse, in: B.S. Markesinis (ed.), The Clifford Chance Millennium Lectures. Coming together of the Common Law and the Civil Law, Hart Publishing, Oxford, 2000, p. 91-104.
- Codifying European private law? Yes, if!, in: European Law Review, 2002, 156-176.
- Substantive Remedies for the private Enforcement of EC Antitrust Rules before National Courts, in: J. Stuyck and H. Gilliams, Modernisation of European Competition law, 2002, Intersentia, Antwerpen, p. 93-136 (in: Leuven CCLE series - Volume 2).
- Bringing (Private) Laws Closer to Each Other at the European Level, 2005.
- De jurist als burger in de samenleving, in: Ethische perspectieven, Leuven, 2005.